# Squirrel Bait
Squirrel Bait est un groupe de rock américain, originaire de Louisville, dans le Kentucky. Actif entre 1983 et 1988, il est principalement connu a posteriori pour avoir été le premier groupe de membres futurs de Slint, Bastro, et Gastr del Sol.

## Biographie
Le groupe se lance comme trio de punk hardcore lycéen entre amis, originellement connu sous le nom de Squirrelbait Youth, avec David Grubbs à la guitare et au chant, Clark Johnson à la basse, et Rich Schuler à la batterie pour leur première cassette démo enregistrée en août 1983. À cette période, Squirrel Bait enregistre sa deuxième démo en 1984, et Peter Searcy se met au chant, et Britt Walford à la batterie. Trois chansons de la démo apparaitront dans leur premier album.
Walford quitte le groupe et est remplacé par Ben Daughtrey à la batterie, et Brian McMahan se joint à la seconde guitare. Le groupe continue de jouer localement et tourne dans les villes proches avec Hüsker Dü et les groupes de Chicago Naked Raygun et Big Black, qui recommenderont Squirrel Bait à leur label, Homestead Records. Chez Homestead, Squirrel Bait publie un EP éponyme en 1985, un single en 1986, et un album en 1987, tous compilés en un seul CD.
En plein pic de popularité, Grubbs et Johnson quittent le lycée, et des tensions artistiques mènent le groupe à se scinder en deux clans : « athlètes contre intellos ». Ces différences mènent à la séparation du groupe en 1988.

## Discographie

### Singles et EP
- 1986 : Kid Dynamite / Slake Train Comin (7", Homestead Records)